# Arius arius
Arius arius е вид лъчеперка от семейство Ariidae. Видът не е застрашен от изчезване.

## Разпространение
Разпространен е в Бангладеш, Виетнам, Индия (Андхра Прадеш, Гуджарат, Западна Бенгалия, Карнатака, Керала, Махаращра и Ориса), Камбоджа, Китай (Гуандун и Хайнан), Малайзия (Западна Малайзия), Мианмар, Пакистан, Тайланд, Филипини, Хонконг и Шри Ланка.

## Описание
На дължина достигат до 40 cm.